# او-۱۲۲ (کریگس‌مارینه)
زیردریایی یو-۱۲۲ (۱۹۳۹) (به انگلیسی: German submarine U-122 (1939)) یک زیردریایی بود که طول آن ۷۶٫۵ متر (۲۵۱ فوت) بود. این زیردریایی در سال ۱۹۳۹ ساخته شد.